# Ривердейл (сезон 1)
Первый сезон американского телесериала «Ривердейл» премьера которого состоялась на канале CW 26 января 2017, а заключительная серия сезона вышла 11 мая 2017 года. Первый сезон состоял из 13 серий. Его сюжет, как и всего сериала в целом, строился вокруг событий, происходящих с персонажами, созданными Морисом Койном, Луисом Зимберкляйтом и Джоном Голдуотером для комиксов издательства Archie Comics.
Основной состав актёров включал Кей Джея Апу в роли Арчи Эндрюса, Лили Рейнхарт в роли Бэтти Купер, Камилу Мендес в роли Вероники Лодж, а также Коула Спрауса в роли Джагхеда Джонса, от лица которого ведётся повествование. Других персонажей, которые появились в сезоне, сыграли Марисоль Николс (мать Вероники, Гермиона Лодж),Мэдхен Амик (мать Бэтти, Элис Купер), Люк Перри (отец Арчи, Фрэд Эндрюс) и Мэделин Петш и Эшли Мюррей (подруги-старшеклсницы Шерил Блоссом и Джози Маккой соответственно).
События первого сезона сосредоточены на последствиях внезапной гибели старшекласника Джейсона Блоссома (в исполнении Тревора Стайнса), который по неизвестным причинам утонул незадолго до начала нового учебного года.

## Сюжет
В сериале рассказывается об Арчи Эндрюсе и его друзьях, проживающих в небольшом и на первый взгляд безопасном городке Ривердейл. После неожиданного убийства юного Джейсона Блоссома (брат Шерил Блоссом) ребята начинают углубляться в мрачные тайны города, который уже никогда не будет безопасным. Но всё оказывается куда запутаннее, поскольку Полли Купер (сестра Бэтти Купер) беременна от Джейсона Блоссома.

## В ролях

### Основной состав
- Кей Джей Апа в роли Арчи Эндрюса[1]
- Лили Рейнхарт в роли Бэтти Купер[2]
- Камила Мендес в роли Вероники Лодж[3]
- Коул Спраус в роли Джагхеда Джонса[2]
- Марисоль Николс в роли Гермионы Лодж[4]
- Мэделин Петш в роли Шерил Блоссом[5]
- Эшли Мюррей в роли Джози Маккой[1]
- Мэдхен Амик в роли Элис Купер[6]
- Люк Перри в роли Фрэда Эндрюса[3]

### Второстепенный состав
- Кейси Котт в роли Кевина Келлера[7]
- Мартин Камминс в роли Тома Келлера[8]
- Робин Гивенс в роли Сьерры Маккой[9]
- Натали Болтт в роли Пенелопы Блоссом[10]
- Лохлин Манро в роли Хэла Купира[11]
- Колин Лоуренс в роли Флойда Клэйтона[12]
- Питер Джеймс Брайант в роли Уолдо Уэзэрби[13]
- Сара Хабел в роли Джеральдин Гранди[8]
- Джордан Каллоуэй в роли Чака Клэйтона[8]
- Роб Рако в роли Хоакина ДэСантоса[8]
- Аша Бромфилд в роли Мелоди Валентайн[14]
- Коди Кирсли в роли Мармадюка «Лося» Мэйсона[15]
- Хэйли Ло в роли Валери Браун[14]
- Шэннон Пёрсер в роли Этэль Маггс[13]
- Тревор Стайнс в роли Джейсона Блоссома[8]
- Оливия Райан Штерн в роли Тины Патель[16]
- Кэйтлин Митчел-Маркович в роли Джинджер Лопес[16]
- Мэйджор Курда в роли Дилтона Дойли[17]
  - В пилотной серии роль Дилтона Дойли исполнил Дэниэл Янг[15]
- Тира Скоуби в роли Полли Купер[11]
- Барклей Хоуп в роли Клиффорда Блоссома[10]
- Элвин Сандерс в роли Попа Тэйта[18]
- Том Макбит в роли Смитерса[8]
- Молли Рингуолд в роли Мэри Эндрюс[19]
- Скит Ульрих в роли Ф. П. Джонса[16]
- Росс Батлер в роли Рэджи Мэнтла[15]

### Эпизодические роли
- Эдэйн Брэдли в роли Трэва Брауна[20]
- Рауль Кастильо в роли Оскара Кастильо[21]
- Риз Александер в роли Майлза Маккоя[22]
- Барбара Уоллес в роли Роуз Блоссом[23]

## Эпизоды
| № общий | № в сезоне | Название                                                                                      | Режиссёр          | Автор сценария                     | Дата премьеры   | Произв. код | Зрители в США (млн) |
| --- | ---------- | --------------------------------------------------------------------------------------------- | ----------------- | ---------------------------------- | --------------- | ----------- | ------------------- |
| 1 | 1          | «Глава первая: У края реки» «Chapter One: The River's Edge»                                   | Ли Толанд Кригер  | Роберто Агирре-Сакаса              | 26 января 2017  | T15.10136   | 1,38                |
| Во время насыщенного событиями лета, включающего в себя трагическую смерть Джейсона Блоссома, произошедшую четвертого июля, Арчи Эндрюс обнаруживает в себе страсть к музыке. Вскоре он начинает свой второй год обучения и рассказывает о своей любви к музыке Бетти Купер, милой девушке-соседке, у которой есть своя тайна — чувства к Арчи. Тем временем, Вероника Лодж, красивая дочь миллионера, обвиняемого в хищении, прибывает в город, мгновенно завладев вниманием Арчи. Несмотря на развитие любовного треугольника, Бетти и Вероника быстро становятся друзьями, объединившись против снисходительного капитана команды поддержки, Шерил Блоссом, которая может таить секрет о смерти её брата. Бывший лучший друг Арчи, Джагхед Джонс, начинает писать роман о событиях лета, в том числе и о том, что произошло между ним и Арчи. Кевин Келлер и Мус Мейсон обнаруживают тело Джейсона на берегу озера. |            |                                                                                               |                   |                                    |                 |             |                     |
| 2 | 2          | «Глава вторая: Прикосновение зла» «Chapter Two: A Touch of Evil»                              | Ли Толанд Кригер  | Роберто Агирре-Сакаса              | 2 февраля 2017  | T13.20302   | 1,15                |
| Поцелуй Вероники с Арчи напрягает его отношения с обеими девушками, в то время как мисс Гранди настаивает, чтобы он не рассказывал о том, что вместе они слышали выстрел, который, возможно, был причиной смерти Джейсона, поскольку это признание может раскрыть их отношения. Кевин, встревоженный обнаружением тела Джейсона, отказывается признавать чувства Муса к нему. Джагхед случайно обнаруживает Арчи и мисс Гранди держащимися за руки и раскрывает их тайну. Парни ссорятся из-за отказа Арчи идти к шерифу. Арчи просит отца дать совет. Шерил заводит дружбу с Бетти, но вскоре становится ясно, что она винит сестру Бетти, Полли, в смерти Джейсона. На митинге памяти в его честь, Шерил убегает после того, как представила своего брата на поле. Вероника следует за ней, чтобы успокоить и находит её в раздевалке, где Шерил признается, что Джейсон должен был «вернуться». Против воли своей матери, Бетти возобновляет дружбу с Арчи и Вероникой, в то время как Арчи также мирится с Джагхедом. На следующий день, во время урока, Шерил арестовывают из-за результатов вскрытия трупа Джейсона, которые показали, что он был убит через неделю после четвертого июля. |            |                                                                                               |                   |                                    |                 |             |                     |
| 3 | 3          | «Глава третья: Дублёр» «Chapter Three: Body Double»                                           | Ли Толанд Кригер  | Иоланда Лоуренс                    | 9 февраля 2017  | T13.20303   | 1,20                |
| Шериф допрашивает Шерил о её роли в смерти Джейсона, но её выручают родители. Бетти, расстроенная тем, как её мать нападает на семью Блоссум в прессе, перезапускает школьную газету, «Сине-золотую», и отправляет Джагхеда взять интервью у скаутов, которые нашли Шерил у реки сразу после смерти Джейсона. Вероника приходит в ужас, когда узнаёт, что её новый бойфренд, Чак Клейтон, унизил её перед всей школой, а когда он отказывается остановиться, она, Бетти и Шерил находят доказательства его причастности и его друзей, включая Джейсона, к унижению других девушек. Джагхед узнаёт от одного из скаутов, что выстрел, услышанный четвертого июля, был совершен Дилтоном Дойли во время учений. Бетти и Вероника с помощью наркотиков и пыток заставляют Чака извиниться, а Джагхед давит на Дилтона, чтобы тот сознался. Отец Арчи строит ему студию для занятий музыкой. Чака исключают из футбольной команды, а Бетти и Шерил сжигают доказательства, соглашаясь помочь друг другу узнать правду о Джейсоне и Полли. Дилтон признается, что видел машину мисс Гранди у реки, и Джагхед понимает, что секрет Арчи находится под угрозой.                                         |            |                                                                                               |                   |                                    |                 |             |                     |
| 4 | 4          | «Глава четвертая: Последний киносеанс» «Chapter Four: The Last Picture Show»                  | Марк Пизнарский   | Майкл Грасси                       | 16 февраля 2017 | T13.20304   | 1,14                |
| Джагхед расстроен известием о том, что автокинотеатр, в котором он работает, закрывается. В закусочной Бетти видит, как Арчи и его отец ужинают с мисс Гранди, и они спорят об их отношениях. Под видом интервью Бетти спрашивает мисс Гранди о её жизни, в то время как Вероника требует ответа от своей матери; Гермиона утверждает, что ничего подозрительного не произошло. Бетти и Вероника встречаются с Арчи и сообщают ему, что о Джеральдин Гранди не существует никаких данных, только о женщине, которая умерла семь лет назад. Они проникают в её машину и находят пистолет с удостоверением личности на имя «Дженнифер Гибсон». Гранди рассказывает, что она была в сложных отношениях и хотела сбежать. На прощальном киносеансе Вероника видит, как её мать встречается с тем же человеком, что и прежде. Элис раскрывает отношения Арчи и мисс Гранди. Она угрожает сдать Гранди суду, если та не уедет из города. Шериф Келлер обнаруживает, что все доказательства, относящиеся к делу Джейсона, были украдены. Джагхед покидает будку киномеханика, являющуюся его временным домом, и рисует граффити на стене на виду у лидера банды змей, которым оказывается его отец.     |            |                                                                                               |                   |                                    |                 |             |                     |
| 5 | 5          | «Глава пятая: Сердце тьмы» «Chapter Five: Heart of Darkness»                                  | Джесси Уарн       | Росс Максвелл                      | 23 февраля 2017 | T13.20305   | 0,98                |
| Родители Шерил запрещают выступать ей на похоронах Джейсона, но она все равно делает это, надев белое платье, в котором она последний раз видела Джейсона. Арчи и Реджи борются за место капитана команды. Арчи знакомится с потенциальным наставником по написанию песен, который, в конечном счёте, не соглашается учить его. Бетти узнаёт, что за несколько недель до смерти, Джейсон стал более скрытным и, по слухам, продавал наркотики. Джагхед предлагает поискать улики в фамильном особняке семьи Блоссом, где они сталкиваются с бабушкой Джейсона, которая принимает Бетти за Полли и говорит, чтобы мать Джейсона не узнала, что они с Полли были обручены. Во время уборки закусочной, Гермиона находит коробку со змеёй внутри, являющейся предупреждением от банды змей. Бетти узнаёт, что её семья ненавидит Блоссомов с тех пор, как их предок обманул и убил Купера несколько десятилетий назад. Арчи отказывается от звания капитана, чтобы сосредоточиться на музыке. Джагхед и Бетти приходят к выводу, что её отец несёт ответственность за кражу доказательств убийства Джейсона.                                                                                        |            |                                                                                               |                   |                                    |                 |             |                     |
| 6 | 6          | «Глава шестая: Быстрее, киски! Убейте! Убейте!» «Chapter Six: Faster, Pussycats! Kill! Kill!» | Стивен А. Эделсон | Тесса Ли Уильямс и Николас Зварт   | 2 марта 2017    | T13.20306   | 1,09                |
| С приближением ежегодного шоу в старшей школе Ривердейла, усилия Валери помочь Арчи подготовиться к его дебютной работе приводят к серьезным проблемам с Джози. Тем временем, расследование убийства Джейсона приводит Джагхеда и Бетти к её сестре, Полли. Как выяснилось, Полли находится в доме для проблемных молодых людей и не знает о смерти Джейсона, находясь на седьмом месяце беременности. Вероника решает помириться с матерью, но узнаёт, что она использует её в своих целях. В первый день работы Гермионы в компании отца Арчи, Фреда, они сближаются. На Джози давит её семья после того, как её отец посетил шоу. Бетти, наконец, говорит с родителями о смерти Джейсона и сближается с Джагхедом, целуя его. После этого они находят в лесу машину, где обнаруживают наркотики и вещи Джейсона. Дела идут наперекосяк, когда неизвестный преступник поджигает машину и уничтожает любые улики до приезда полиции. Полли сбегает из монастыря. |            |                                                                                               |                   |                                    |                 |             |                     |
| 7 | 7          | «Глава седьмая: В уединенном месте» «Chapter Seven: In a Lonely Place»                        | Эллисон Андерс    | Аарон Аллен                        | 9 марта 2017    | T13.20307   | 1,03                |
| Происходит неожиданная неприятность: главная улика, которая должна была указать на убийцу Джейсона пропадает. Теперь весь город кишит слухами о предполагаемом душегубе и его сообщниках. Отец Джагхеда едет разбираться с Фредом, поскольку у них еще осталось немало неразрешенных вопросов. Тем временем Вероника решает взять расследование в свои руки, поскольку больше не доверяет ни одному человеку в городе, даже Гермионе. |            |                                                                                               |                   |                                    |                 |             |                     |
| 8 | 8          | «Глава восьмая: Изгои» «Chapter Eight: The Outsiders»                                         | Дэвид Катценберг  | Джулия Коэн                        | 30 марта 2017   | T13.20308   | 0,99                |
| Фред начинает давно задуманное строительство, но кто-то вставляет ему палки в колеса. В результате, бригада распускается, а бизнес мужчины оказывается под угрозой. Теперь Арчи должен помочь отцу справиться с кризисом и осуществить задуманное. Джагхед наконец-то решается рассказать друзьям о томящих его сомнениях. Теперь от их реакции зависит будущего молодого человека. |            |                                                                                               |                   |                                    |                 |             |                     |
| 9 | 9          | «Глава девятая: Большая иллюзия» «Chapter Nine: La Grande Illusion»                           | Ли Роуз           | Джеймс Девилль                     | 6 апреля 2017   | T13.20309   | 0,91                |
| Арчи отправляется на семейное мероприятие с Шерил, пусть и с неохотой. Он уверен, что он Вруха это мероприятие поможет ему в улучшении отношений с семейством Блоссомов. Их словам он уже давно не верит, как и Элис, которая планирует отомстить семейству, использовав в коварном плане собственных дочерей. Вероника пытается помочь своей однокласснице, семья которой пострадала от действий отца Вероники. |            |                                                                                               |                   |                                    |                 |             |                     |
| 10 | 10         | «Глава десятая: Потерянные выходные» «Chapter Ten: The Lost Weekend»                          | Доун Уилкинсон    | Бритта Лундин и Брайан И. Патерсон | 13 апреля 2017  | T13.20310   | 0,87                |
| Фред уезжает в Чикаго, чтобы завершить развод, оставив Арчи одного. Бетти узнаёт о предстоящем Дне рождения Джагхеда и о том, что у него никогда не было настоящей вечеринки. Вместе с Вероникой она убеждает Арчи позволить провести вечеринку в его доме. Хирам угрожает отомстить Гермионе, если Вероника откажется давать показания в его защиту. «Лисички» выбирают Веронику капитаном вместо Шерил, вследствие чего Шерил вместе с Чаком и его друзьями портит вечеринку. ЭфПи также появляется на вечеринке после настойчивости Бетти. Джагхед ссорится с Бетти и пытается уйти, но Шерил заставляет его остаться на "игру", в которой участники должны раскрывать свои секреты. Между Джагхедом и Чаком завязывается драка и ЭфПи объявляет, что вечеринка окончена. Он призывает своего сына помириться с Бетти. Арчи и Вероника утешают друг друга и целуются. Вероника соглашается дать показания в защиту Хирама. К удивлению Арчи, его отец возвращается домой вместе с его матерью, Мэри. |            |                                                                                               |                   |                                    |                 |             |                     |
| 11 | 11         | «Глава одиннадцатая: В Ривердейл и обратно» «Chapter Eleven: To Riverdale and Back Again»     | Кевин Салливан    | Роберто Агирре-Сакаса              | 27 апреля 2017  | T13.20311   | 0,89                |
| Пока Арчи воссоединяется с матерью, Вероника узнаёт, что скоро Хирама могут выпустить из тюрьмы. ЭфПи говорит с Джагхедом о его рассказе и просит задуматься о том, стоит ли тратить талант на эту историю. Чтобы выяснить правду о Хайроме, Вероника рассматривает Эфпи как возможного подозреваемого в убийстве Джейсона. Блоссомы всё более подозрительно относятся к Полли и запрещают ей входить в их спальню. Фред и Мэри вместе посещают вечер встречи выпускников. Полли и Шерил находят обручальное кольцо, с которым Джейсон делал Полли предложение, среди украшений Пенелопы. Та утверждает, что Джейсон выбросил его после ссоры с Клиффордом. Элис организовывает ужин с целью отвлечь ЭфПи, пока Арчи с Вероникой обыскивают его трейлер. Впоследствии ЭфПи сообщает Джагхеду, что они переедут в Толеду, чтобы воссоединиться с остальной семьёй. Полиция обыскивает трейлер ЭфПи и находит там пистолет, с помощью которого был убит Джейсон, и арестовывают его. Арчи и Вероника делают вывод, что его кто-то подставляет. |            |                                                                                               |                   |                                    |                 |             |                     |
| 12 | 12         | «Глава двенадцатая: Анатомия убийства» «Chapter Twelve: Anatomy of a Murder»                  | Роб Шейденгланц   | Майкл Грасси                       | 4 мая 2017      | T13.20312   | 0,98                |
| Джагхед звонит своей матери, но она не позволяет ему приехать к ней. ЭфПи признаётся во всём, включая убийство Джейсона. Бетти и Элис застают Хэла, когда тот пытается уничтожить улики, и узнают семейную тайну: Куперы являются Блоссомами по крови, что технически делает отношения Джейсона и Полли инцестом. Куперы забирают Полли домой. Мэри советует Джагхеду навестить отца, который говорит ему никогда больше не приходить к нему. Хоакин помогает выследить одного из партнёров ЭфПи, но его находят умершим от передозировки. Полиция находит там сумку с деньгами и инициалами Хирама Лоджа. Бетти и Джагхед исключают Хэла и Гермиону из списка подозреваемых, затем с помощью Кевина они находят куртку Джейсона. Внутри одного из карманов они находят флешку и обнаруживают, что Джейсона убил Клиффорд Блоссом. Несмотря на это Джагхед узнаёт, что другие обвинения не будут сняты с его отца. Гермиона сообщает Веронике, что Хайром был освобождён и скоро приедет в Ривердейл. Мэри возвращается в Чикаго. Когда полиция собирается арестовать Клиффорда, его обнаруживают повешенным. В бочках с кленовым сиропом находят наркотики.                                     |            |                                                                                               |                   |                                    |                 |             |                     |
| 13 | 13         | «Глава тринадцатая: Славное будущее» «Chapter Thirteen: The Sweet Hereafter»                  | Ли Толанд Кригер  | Роберто Агирре-Сакаса              | 11 мая 2017     | T13.20313   | 0,96                |
| Выяснилось, что кленовый сироп был всего лишь прикрытием для наркобизнеса. Джейсон узнал это, и Клиффорд убил его, чтобы не дать сыну разоблачить семейный бизнес. С ЭфПи сняли все обвинения, связанный с убийством, но он всё еще находится под стражей. Элис рассказывает Бетти, что в школе она забеременела, но Хэл заставил её обратиться к сёстрам милосердия и отдать ребёнка, мальчика, на усыновление. Джагхед переходит на попечение приёмной семьи и переводится в школу Саутсайда. Опустошённая секретами и самоубийством своего отца, Шерил пытается утопиться в реке Свитвотер, но Арчи, Вероника, Бетти и Джагхед спасают её. Позже Шерил сжигает особняк Торнхилл, к большому разочарованию Пенелопы. На следующий день Арчи встречается с Фредом " У Попа", куда заявляется человек в маске и с оружием, который требует, чтобы Поп отдал ему все деньги. Затем он направляет пистолет на Фреда и говорит тому отдать свой бумажник. Когда Арчи пытается вмешаться, неизвестный стреляет во Фреда. |            |                                                                                               |                   |                                    |                 |             |                     |

## Производство

### Разработка
В 2014 году Warner Bros TV объявили о производстве первого сезона телесериала «Ривердейл» для последующей трансляции его на телеканале Fox. В качестве исполнительных продюсеров были приглашены представители компании Berlanti Productions: Роберто Агирре-Сакаса, Сара Шелтер и Грег Берланти (который также является создателем проектов супергеройской вселенной «Стрелы») — а также Джон Голдуотер, генеральный директор Archie Comics. В июле 2015 года было раскрыто, что сценарий к пилотному эпизоду напишет Агирре-Сакаса, но транслироваться шоу будет на канале The CW. 29 января 2016 года The CW официально объявили о начале производства первого эпизода, а 16 мая того же года — о продлении сериала на полный сезон. В ноябре 2016 года стала известна точная дата премьеры — 26 января 2017 года.

### Сценарий
Роберто Агирре-Сакаса, назначенный сценаристом первой серии, сообщил, что шоу не будет основано на перезапуске первоисточника 2015 года, поскольку к тому времени о производстве сериала было уже объявлено и подготовка к съёмкам уже началась. Он также добавил, что телевизионный проект сильнее нуждается в адаптации под современного зрителя, чем оригинальный комикс. По его словам, сюжет будет соответствовать телевизионному формату. В 2016 году, на международном комик-коне в Сан-Диего, он объяснил, что завязка первого эпизода представляет собой обнаружение тела Джейсона Блоссома, обычного американского старшекласника, незадолго до начала нового учебного года. По словам сценариста и продюсера, раскрытие личности убийцы не заставит себя долго ждать. Источником вдохновения, в том числе и для моментов с мрачной атмосферой, послужили фильмы «Останься со мной» и «На берегу реки». Агирре-Сакаса объяснял это тем, что в момент написания сценария он задумался: «А не сделать ли мне историю взросления в том стиле, в каком её мог бы снять Дэвид Линч, или описать в своей книге Стивен Кинг?». В январе 2017 года было раскрыто, что персонаж Джагхеда всё же не будет асексуалом, вопреки утверждению создателей, сделанному в феврале 2016 года, а первый сезон будет направлен в первую очередь на адаптацию 75-летней истории первоисточника. Актёр Коул Спраус, которому досталась роль Джагхеда, в одном из своих интервью раскрыл, что хотел бы, чтобы этому вопросу всё же уделили внимание в будущих сезонах.

### Кастинг
9 февраля 2016 года появились первые сведения о том, кто сыграет главных персонажей в сезоне. Согласно новостям Лили Рейнхарт и Коул Спраус были утверждены на роли Бэтти Купер и Джагхеда Джонса соответственно. 24 февраля того же года список актёров пополнили Мэделин Петш (Шерил Блоссом) и Люк Перри (Фрэд Эндрюс, отец главного героя), который был наиболее известный по популярному телесериалу 90-х годов «Беверли-Хиллз, 90210». В тот же день стало известно, что Эшли Мюррей сыграет лучшую подругу Шерил Блоссом, Джози Маккой, а Кей Джей Апа воплотит на экране главного героя, Арчи Эндрюса. Апу утвердили одним из последних, после того, как на его роль несколько месяцев не могли найти подходящего актёра. Спустя два дня появились новости о том, что Камила Мендес сыграет Веронику Лодж. В марте 2016 года стало известно, что Марисоль Николс получила роль её матери, Гермионы Лодж, а Мэдхен Амик — матери Бэтти, Элис Купер.
В марте 2016 года также стало известно, что Росс Батлер, Дэниэл Янг и Коди Кирсли исполнят роли второстепенных персонажей Рэджи Мэнтла, Дилтона Дойли и «Лося» Мэйсона соответственно. В том же месяце актёрский состав пополнил Кейси Котт в роли Кевина Келлера, первого открытого гея во вселенной Archie Comics. В августе 2016 года на роль мэра Ривердейла и матери Джози Маккой, Сьерры, была утверждена Робин Гивенс, а в декабре того же года — Молли Рингуолд на роль матери Арчи, Мэри Эндрюс.

### Съемки
Съёмки пилотного эпизода первого сезона проходили в Ванкувере, Британская Колумбия, с 14 по 31 марта 2016 года. Оставшиеся 12 эпизодов снимались также в Ванкувере с 17 сентября по 12 декабря того же года.

### Музыка
D первом сезоне телесериала «Ривердейл» имеются различные музыкальные вставки, которые включают как оригинальные композиции, так и каверы на известные хиты. Все песни, которые звучали в серии, после её премьеры выпускались в цифровом виде. Лейбл WaterTower Music выпустил полное собрание этих песен 12 мая 2017 года. Саундтрек первого сезона, автором которого стал Блэйк Нили, был выпущен на физических носителях 18 июля 2017 года лейблом La-La Land Records и в тот же день — в цифровом виде издан лейблом WaterTower Music.
Riverdale Season 1 Score Gets Limited Edition CD Release. TV Sourcem.com. 19 июля 2017.</ref>
| №   | Название                           | Artist(s)                                                             | Длительность |
| --- | ---------------------------------- | --------------------------------------------------------------------- | ------------ |
| 1.  | «The Song That Everyone Sings»     | KJ Apa                                                                | 3:46         |
| 2.  | «Fear Nothing»                     | Ashleigh Murray, Asha Bromfield and Hayley Law                        | 2:37         |
| 3.  | «All Through The Night»            | Ashleigh Murray, Asha Bromfield and Hayley Law                        | 2:37         |
| 4.  | «Dance Dance Dance»                | KJ Apa                                                                | 1:00         |
| 5.  | «Candy Girl (Sugar, Sugar)»        | Ashleigh Murray, Asha Bromfield, Hayley Law and Madelaine Petsch      | 2:19         |
| 6.  | «I Feel Love»                      | Ashleigh Murray, Asha Bromfield, Hayley Law and Camila Mendes         | 3:11         |
| 7.  | «I'll Try»                         | KJ Apa                                                                | 3:15         |
| 8.  | «I Got You»                        | KJ Apa and Hayley Law                                                 | 3:32         |
| 9.  | «Kids in America»                  | KJ Apa and Camila Mendes                                              | 2:55         |
| 10. | «Our Fair Riverdale»               | Ashleigh Murray, Asha Bromfield, Hayley Law                           | 1:19         |
| 11. | «Astronaut»                        | Ashleigh Murray, Asha Bromfield, Hayley Law and Camila Mendes         | 3:28         |
| 12. | «These Are the Moments I Remember» | Ashleigh Murray, Asha Bromfield, Hayley Law, Camila Mendes and KJ Apa | 2:58         |

## Релиз
Премьера первого сезона состоялась 26 января 2017 года на канале The CW. Сезон завершился показом 13-й серии 11 мая того же года. В конце 2016 года также стало известно, что стриминговый сервис Netflix выкупил права на трансляцию сезона в Великобритании, где все эпизоды выходили менее, чем через 24 часа после премьеры на The CW.

## Приём

### Отзывы критиков
На сайте Rotten Tomatoes первый сезон получил 88% положительных отзывов критиков на основе 62 рецензий и среднюю оценку 7.22/10. Общий консенсус гласит, что сериал «предлагает довольно забавное переосмысление своего исходного материала, укрепляющее ощущение чего-то жуткого, странного, смелого и, что самое главное, затягивающего». На Metacritic у сезона оценка 68 баллов из 100 возможных на основе 36 рецензий, что означает «преимущественно положительные отзывы».
Эллен Грей из The Philadelphia Inquirer положительно отозвалась о шоу, сравнила его с такими сериалами, как «Твин Пикс» и «Бухта Доусона», и похвалила адаптацию персонажей. Джефф Дженсон из Entertainment Weekly также высоко оценил шоу, заявив, что Берланти и Агирре-Сакаса «заложили прочную, превосходную основу», а также воздали должное поп-культуре и «тоже [наплевали] на всё это». В своей рецензии для The Washington Post критик Хэнк Стувер обратил внимание на значительные отступления от первоисточника, назвав это пригодным для просмотра, но отметив, что «развлекательное наполнение достаётся высокой ценой, делающей Арчи прямолинейно невинным, чтобы подчеркнуть испорченность сообщества, которое он считает своими родными». Несмотря на всё это, он похвалил сезон и добавил, что сериал «может быть потрясающим, если только расслабиться и дать Арчи идти к взрослой жизни своим путём»". Лиз Шеннон Миллер из IndieWire раскритиковала использование нескольких распространённых клише и штампов (например, персонаж Кевина Келлера является адаптацией образа «лучший друг-гей»), но в то же время положительно отозвалась по поводу того, что шоу, начиная с первого сезона, «на 100 процентов отдало себя созданию своего маленького мирка» и похвалила «сильные визуальные решения».
Айра Мэдисон, пишущий для MTV News, был более критически настроен по отношению к сериалу и его первому сезону. Он назвал его «излишне переписанным и ужасным», а также выразил мысль, что родственные отношения «не имеют особого влияния». Помимо этого, ему не понравилось отсутствие «широчайшей метафоры, что создаёт домашний уют в каждом эпизоде». Его коллега из Time, Дэниэл Д'Аддарио, также раскритиковал отступления от первоисточника, голос Коула Спрауза за кадром и множество культурных отсылок, сделанных в сезоне. Эллисон Кини в своей рецензии для Collider написала, что сезон «далеко не такой странный, каким он может быть, полностью раскрыв свою стилистику», назвав сезон пошлым и излишне переписанным. Она раскритиковала добавление сюжетной линии с убийством, отметив, что шоу «упустило свой шанс рассказать сильную, происходящую в школьных застенках историю».

### Рейтинги
| №  | Название                                        | Дата показа       | Рейтинг (18—49) | Зрителей (миллионов) | DVR (18—49) | Зрителей DVR (миллионов) | Всего (18—49) | Всего зрителей (миллионов) |
| -- | ----------------------------------------------- | ----------------- | --------------- | -------------------- | ----------- | ------------------------ | ------------- | -------------------------- |
| 1  | «Глава первая: У края реки»                     | January 26, 2017  | 0.5/2           | 1.38                 | 0.4         | 1.01                     | 0.9           | 2.38                       |
| 2  | «Глава вторая: Прикосновение зла»               | February 2, 2017  | 0.4/2           | 1.15                 | 0.4         | 0.76                     | 0.8           | 1.91                       |
| 3  | «Глава третья: Дублёр»                          | February 9, 2017  | 0.5/2           | 1.20                 | N/A         | 0.71                     | N/A           | 1.90                       |
| 4  | «Глава четвертая: Последний киносеанс»          | February 16, 2017 | 0.4/1           | 1.14                 | 0.4         | 0.73                     | 0.8           | 1.87                       |
| 5  | «Глава пятая: Сердце тьмы»                      | February 23, 2017 | 0.3/1           | 0.98                 | 0.4         | 0.71                     | 0.7           | 1.69                       |
| 6  | «Глава шестая: Быстрее, киски! Убейте! Убейте!» | March 2, 2017     | 0.4/1           | 1.09                 | N/A         | N/A                      | N/A           | N/A                        |
| 7  | «Глава седьмая: В уединенном месте»             | March 9, 2017     | 0.4/1           | 1.03                 | 0.3         | 0.76                     | 0.7           | 1.80                       |
| 8  | «Глава восьмая: Изгои»                          | March 30, 2017    | 0.4/2           | 0.99                 | N/A         | 0.55                     | N/A           | 1.54                       |
| 9  | «Глава девятая: Большая иллюзия»                | April 6, 2017     | 0.3/1           | 0.91                 | N/A         | 0.63                     | N/A           | 1.54                       |
| 10 | «Глава десятая: Потерянные выходные»            | April 13, 2017    | 0.3/1           | 0.87                 | 0.3         | 0.58                     | 0.6           | 1.48                       |
| 11 | «Глава одиннадцатая: В Ривердейл и обратно»     | April 27, 2017    | 0.3/1           | 0.89                 | N/A         | N/A                      | N/A           | N/A                        |
| 12 | «Глава двенадцатая: Анатомия убийства»          | May 4, 2017       | 0.3/1           | 0.98                 | 0.3         | 0.58                     | 0.6           | 1.56                       |
| 13 | «Глава тринадцатая: Славное будущее»            | May 11, 2017      | 0.4/2           | 0.96                 | N/A         | 0.56                     | N/A           | 1.52                       |

### Награды и номинации
| Год  | Премия             | Категория                                                    | Номинирован(ы)                                        | Результат | Прим.  |
| ---- | ------------------ | ------------------------------------------------------------ | ----------------------------------------------------- | --------- | ------ |
| 2017 | Leo Awards         | За лучший производственный дизайн для драматического сериала | Тайлер Хэррон (за эпизод «Глава первая: У края реки») | Номинация | [ 75 ] |
| 2017 | Saturn Awards      | За лучший телесериал в жанрах: экшн / триллер                | «Ривердейл»                                           | Победа    | [ 76 ] |
| 2017 | Saturn Awards      | За лучшую роль молодого актёра или актрисы в телесериале     | Кей Джей Апа                                          | Номинация | [ 76 ] |
| 2017 | Saturn Awards      | Прорыв года                                                  | Кей Джей Апа                                          | Победа    | [ 77 ] |
| 2017 | Teen Choice Awards | Самый прорывной телесериал                                   | «Ривердейл»                                           | Победа    | [ 78 ] |
| 2017 | Teen Choice Awards | Самая прорывная телезвезда                                   | Кей Джей Апа                                          | Номинация | [ 78 ] |
| 2017 | Teen Choice Awards | Самая прорывная телезвезда                                   | Лили Рейнхарт                                         | Победа    | [ 78 ] |
| 2017 | Teen Choice Awards | За лучшую драматическую роль в телесериале                   | Коул Спраус                                           | Победа    | [ 78 ] |
| 2017 | Teen Choice Awards | Лучший драматический телесериал                              | «Ривердейл»                                           | Победа    | [ 78 ] |
| 2017 | Teen Choice Awards | За лучшую роль конфликтного персонажа                        | Мэделин Петш                                          | Победа    | [ 78 ] |
| 2017 | Teen Choice Awards | Акттёру или актрисе, крадущему (крадущей) каждую сцену       | Камила Мендес                                         | Победа    | [ 78 ] |
| 2017 | Teen Choice Awards | За лучшую пару на телеэкране                                 | Лили Рейнхарт и Коул Спраус                           | Победа    | [ 78 ] |

### Комментарии
1. ↑  Имеется в виду кавер-версия Inner Circle feat. Flo Rida